# José Nicolau Raposo Botelho
José Nicolau Raposo Botelho (Porto, 20 de Dezembro de 1850 — Lisboa, 24 de Novembro de 1914) foi um oficial do Exército Português, onde atingiu o posto de general, pedagogo, publicista e político. Foi um dos principais autores de manuais escolares para os liceus nas disciplinas de geografia, matemática e ciências económicas.

## Vida Pessoal
Descendente de famílias açorianas, nasceu na cidade do Porto, filho do coronel Nicolau Maria Raposo, mestre de música militar, natural de Ponta Delgada, e de sua mulher Mónica Maria de Sousa, natural de Braga, neto paterno de Francisco Raposo Botelho e de sua mulher Maria Joaquina do Canto.
Casou-se com Elisa Adelaide de Vasconcelos no dia 3 de fevereiro de 1870. O casal teve quatro filhos: João Vasconcelos Raposo Botelho (1875); Maria Luísa de Vasconcelos Raposo Botelho (1879); Alzira Amélia Raposo Botelho (1886) e Ofélia Elisa de Vasconcelos Raposo Botelho (1892).

## Carreira Militar
Ingressou como voluntário no Batalhão de Caçadores do Porto, em 1867. Rapidamente se destacou, sendo promovido a furriel no Batalhão de Caçadores n.°9 em 1868, recebendo uma recompensa monetária de 50$000 réis pela sua performance. Passou por posições como primeiro sargento graduado aspirante a oficial em 1870 e alferes em 1872. Tornou-se tenente em 1875 e capitão em 1887. A sua dedicação ao serviço militar foi reconhecida com a atribuição da medalha militar de prata da classe de bons serviços em 1888.
Com 43 anos, alcançou o posto de major e de tenente-coronel em 1895. Em 02 de outubro de 1893, foi nomeado major do estado maior de infantaria. 

## Carreira Educacional e Literária
Além da sua carreira militar, José Nicolau foi também professor no Liceu Central e na Escola Normal do Porto, tendo deixado vasta obra sobre assuntos militares e pedagógicos, especialmente no campo dos manuais pedagógicos para o ensino liceal nas disciplinas de Geografia e Matemática. 
Em 1883, publicou "Princípios de Algebra" e em 1887 "Curso de Geographia", mostrando um claro interesse em contribuir para a educação em Portugal. Publicou "Elementos de geographia" para a II e III classe e "Curso de geographia" para a I, II e III classe em 1898. Em 1899, foi autorizado a produzir uma nova edição de "Geographia geral" e coautor do "Tratado completo de arithmetica pratica".

## Vida Pública e Política
No final do século XIX e início do século XX, José Nicolau participou de várias comissões importantes, contribuindo para a elaboração de regulamentos militares e educacionais. Foi também parte do júri do Monte Pio Oficial em 1895. No campo político foi vogal do Supremo Conselho de Defesa Nacional, Secretário de Estado dos Negócios da Guerra, e Ministro de Guerra no último governo da monarquia, de 26 de Junho a 5 de Outubro de 1910, presidido por António Teixeira de Sousa.
No âmbito militar foi docente na Escola do Exército, onde promoveu importantes reformas, docente do Real Colégio Militar, instituição de que foi director de 1904 a 1910, e director da Revista Militar de 1900 a 1910, tendo um papel ativo na avaliação e aprovação de livros didáticos. O seu nome também consta na lista de colaboradores do número prospeto do periódico Tiro civil  (1895-1903).
Apesar de sua destituição do cargo de Ministro da Guerra com a queda das instituições monárquicas em 1910, a influência de José Nicolau Raposo Botelho perdurou, como evidenciado pelas frequentes referências às suas publicações educativas. A sua vida foi marcada por um compromisso com o serviço público, educação e literatura, contribuindo de forma indelével para a cultura e o conhecimento em Portugal.

## Obras publicadas
- Diccionário das moedas, pesos, medidas e informações commerciaes de todos os paizes. Lisboa : António Maria Pereira, 1895.
- Tratado Completo de Arithmetica Pratica e Applicada ao commercio, aos bancos, ás finanças e á industria. Livraria Lello & Irmão, 1910.
- Tratado completo de aritmética prática.
- Arithmetica Elementar
- Elementos de Geografia Economica: (Agricola, Industrial E Commercial)
- Solução dos exercícios apresentados nos Principios de Algebra
- Principios de Algebra redigidos segundo os programmas para o 3º e 4º anno do curso dos institutos secundarios e para o 2º e 3ºdo curso das escolas normaes e contendo um numero, consideravel de exercicios graduados
- Problemas para uso dos meninos que se preparam para exame de instrucção primaria, precedidos das regras a seguir, na resolução de qualquer problema de calculo
- Theoremas introduzidos no 3º anno do curso mathematico
- Arithmetica pratica
- Compêndio de geographia. Lisboa : Livraria Ferin, 1908.
- Geografia geral. Porto : Livraria Lello, 1932. (20.ª edição).
- Elementos de geographia económica. Porto : Magalhães & Moniz, 1891. - 3 v.
- Diccionario das moedas : pesos, medidas e informações commerciaes de todos os paizes. Lisboa : Livraria de António Maria Pereira, 1895.
- Geografia geral actualizada. 7.ª ed. Porto : Livraria Internacional de Ernesto Chardron, 1891.Geografia
- Curso de geographia. 5.ª ed. Lisboa : Livraria Ferin, 1903.
- Compendio de historia universal